# Ommatoiulus moreleti
Ommatoiulus moreleti is een miljoenpotensoort uit de familie van de Julidae. De wetenschappelijke naam van de soort is voor het eerst geldig gepubliceerd in 1860 door Lucas.